# Schelle (Heraldik)

Belegt mit Schellen

Die Schelle ist in der Heraldik eine Wappenfigur. 
Dargestellt wird ein kleines kugelförmiges Glöckchen. Als primäre Wappenfigur ist sie selten anzutreffen. In Verbindung mit anderen Wappenfiguren ist das Glöckchen öfters im Wappen. Hier wären die Wappentiere Kuh, Stier oder das Schaf zu nennen, denen am Band die Schelle um den Hals gehängt wird. Dem Falken ist sie mit einer Kappe auf den Kopf gesetzt oder an einem Ständer befestigt. An der Narrenkappe ist das Glöckchen, die Schelle, ein Erkennungszeichen für Narretei, aber auch an der Kleidung von Personen findet man die Schelle.
Schellen werden auch im Oberwappen als Helmzier verwendet. Zur Unterscheidung in Familien ist dieser Klangkörper im Schildhaupt, Obereck oder in einer Vierung zu finden.
Die Farbgebung kann entsprechend der heraldisch gebotenen Möglichkeit sein. Bevorzugt wird aber Gold oder Silber ohne besondere Bedeutung. Das Band ist überwiegend der Schellenfarbe gleich.
Eine Anzahl größer drei im Wappen ist selten, wie auch die Wahl der Wappenfigur als redend für Familiennamen Schelle(n) oder Schellenberger und ähnliche Namenskombinationen.
Als Nebenfigur oder Wappentierschmuck ist die Schelle in der Beschreibung immer zu erwähnen.